# Cabanillas de la Sierra
Cabanillas de la Sierra är en kommun i Spanien.   Den ligger i den autonoma regionen Madrid, i den centrala delen av landet, 50 km norr om huvudstaden Madrid. Antalet invånare är 941 (2024).